# Curcuris
Curcuris – miejscowość i gmina we Włoszech, w regionie Sardynia, w prowincji Oristano. Graniczy z Ales, Gonnosnò, Morgongiori, Pompu i Simala.
Według danych na rok 2004 gminę zamieszkiwało 317 osób, 39,6 os./km².